# Oleksandr Kobzystyj
Oleksandr Viktorovyč Kobzystyj (in ucraino Олександр Вікторович Кобзистий?; Poltava, 23 maggio 2003) è un cestista ucraino.

## Biografia
È il figlio dell'allenatore ed ex cestista Viktor Kobzystyj.

## Carriera

### Nazionale
Nel 2022 ha partecipato all'Europeo Under-20.

## Palmarès
- Juniorska ABA Liga: 2

Mega Basket: 2020-2021, 2021-2022